# Infiltration (Medizin)
Infiltration beschreibt das Eindringen fester oder flüssiger Substanz, genannt Infiltrat, in biologisches Gewebe. Auch die Ausbreitung von Tumorzellen oder Krankheitserregern in ein Gewebe wird als Infiltration bezeichnet. Die pathologische Infiltration ist zu unterscheiden von der Infiltrationstherapie, bei der Arzneistoffe gezielt in kleine Gewebsbereiche injiziert werden.

## Formen der Infiltration
Bei entzündlichen Prozessen sammeln sich vermehrt Abwehrzellen im Gewebe an, um Infektionserreger und Abfallstoffe zu beseitigen. Die dabei entstehenden entzündlichen Infiltrate werden nach der vorherrschenden Zellart in eitrige, eosinophile, lymphozytäre und weitere Formen unterschieden.
Infiltratives Wachstum ist ein wesentliches Merkmal, das bösartige von gutartigen Neoplasien unterscheidet. Eine besondere Form stellen hier leukämische Infiltrate dar, die durch eine massive Durchsetzung von Haut- und anderen Gewebebezirken mit weißen Blutkörperchen gekennzeichnet sind. Die Ausbreitung der Tumorzellen kann auch netzförmig sein, wie bei Mikrokarzinomen.
Ansammlungen von Flüssigkeiten und zellulären Bestandteilen in der Lunge, wie sie bei Entzündungen, Tuberkulose, Lungenembolie oder allergischen Prozessen auftreten, führen zu Verdichtungen des Gewebes, die (insbesondere bei der Lungenentzündung) als Lungeninfiltrate bezeichnet werden und im Röntgenbild des Brustkorbs als helle, verdichtete Strukturen erkennbar sind.  
Beim Lupus vulgaris sammeln sich epitheloide Zellen in der Lederhaut an, die unter Glasspateldruck apfelgeleeartige Flecken hinterlassen. Pathologische Infiltrate der Zwischenzellbereiche können auch aus Flüssigkeiten, wie Blutplasma, Liquor, Sekreten oder Exsudaten bestehen.
Gelegentlich wird die vermehrte Einlagerung von Feststoffen oder Flüssigkeiten in Zellen, wie sie beispielsweise bei der fettigen Degeneration infolge einer Sauerstoffunterversorgung des Gewebes auftritt, ebenfalls als Infiltration bezeichnet.